# EastWest Records
La EastWest Records è un'etichetta discografica statunitense, nata come sottoetichetta della Atlantic Records. Oggi è una filiale della Warner Music Group, che si dedica principalmente a dischi di genere rock. È stata fondata nel 1955.

## Storia
Dopo la creazione nel 1955 ad opera della Atlantic Records, l'etichetta rimase semisconosciuta fino al 1990, quando fu rinominata EastWest Records America. Nel 1991 la EastWest creò con la Atlantic l'etichetta Atco Records e in Europa fu creata la WEA. Nel 1994 la compagnia ruppe i rapporti con la Atlantic e nel 2004 fu acquisita dalla Warner Bros.